# Interlingua-English Dictionary
Interlingua-English Dictionary – fundamentalny słownik języka interlingua, którego wydanie 15 stycznia 1951 roku (nowojorskie wydawnictwo Storm Publishers) zostało uznane za inaugurację języka. Słownik zawiera 27 tys. haseł. Drugie wydanie ukazało się w 1971 roku.
Słownik dostępny jest również w postaci elektronicznej w formacie Babylon Translator i Pardon, na Wikisłowniku w interlingwie oraz jako plik tekstowy. Zawartość IED jest sukcesywnie wprowadzana do słownika Dictionario Interlingua-Polonese – https://web.archive.org/web/20160601235306/http://interlingua.filo.pl/.
Prace nad rozwojem słownictwa języka prowadził holenderski leksykograf Piet Cleij – w 2004 roku łączny zasób słownictwa osiągnął 50 tys. jednostek leksykalnych, zarejestrowanych w słowniku Dictionario Interlingua-Nederlandese.